# أرقص معي (فلم)
أرقص معي هو فيلم أمريكي يجمع بين دراما وأفلام رقص من إخراج ليز فريدلاندر، عن قصة واقعية لمدرب الرقص ومؤسس رقص الصالونات بيير دولين. بطولة أنطونيو بانديراس ونخبة من النجوم أيضا منهم ألفريه ودارد، جون أورتيز، روب براون (ممثل)، يايا داكوستا، دانتي باسكو، إيليا كيلي، وجينا ديوان.
تم عرض الفيلم في 7 أبريل 2006 وعلى الرغم من أن القصة تدور أحداثها بمدينة نيويورك، إلا أن تصوير الفيلم جرى بمدينة تورونتو. مع استخدام لقطات الفيديو من مواقع مختلفة في مدينة نيويورك.

## قصة الفيلم
تدور الأحداث في نيويورك، حيث يحاول بيير دولين معلم رقص بكل جهده تعليم الرقص لتلاميذ فصله في إحدى المدارس الثانوية الشعبية المهمشة. لكن لا أحد يعتقد في مشروعه وتدريجيا من خلال التفاني والتصميم ينجح في كسب رهانه.

## طاقم التمثيل
- أنطونيو بانديراس : بيير دولين
- ألفريه ودارد : مديرة المدرسة جيمس أوغستين
- جون أورتيز : السيد جوزيف تومبل
- روب براون (ممثل) : جيسون روكويل "روك"
- يايا داكوستا : لاغيتي دودلي
- دانتي باسكو : راموس
- إيليا كيلي : دانجو
- جينا ديوان : ساشا

## وصلات خارجية
- مقالات تستعمل روابط فنية بلا صلة مع ويكي بيانات
- أرقص معي (فيلم) السينما.كوم